# 王行愚
王行愚（1945年12月—），男，汉族，中国控制科学与工程专家，现任华东理工大学教授、博士生导师。曾任华东理工大学校长，中国自动化学会常务理事。